# TRAPPIST-1g
TRAPPIST-1g – skalista, podobna do Ziemi planeta pozasłoneczna, krążącą wokół bardzo chłodnego czerwonego karła TRAPPIST-1, oddalonego o 39 lat świetlnych (około 12 parseków) od Słońca, znajdującego się w gwiazdozbiorze Wodnika.

## Odkrycie
Została odkryta metodą tranzytu przez Kosmiczny Teleskop Spitzera. Jest to szósta (licząc od gwiazdy) z siedmiu planet znajdujących się w układzie gwiazdy TRAPPIST-1. Krąży w obrębie ekosfery układu, w związku z czym istnieje prawdopodobieństwo, że na jej powierzchni występuje woda w stanie ciekłym.